# Tony Kendall
Pour les articles homonymes, voir Kendall.
Anthony (Tony) James « tikay » Kendall (né 10 septembre 1947 dans le Middlesex) est un joueur de poker anglais, vivant à Derbyshire. Il est connu pour avoir été présentateur ou commentateur de plusieurs émissions télévisées britanniques sur le poker.

## Biographie
La mère de Kendall est morte d'un cancer quand il avait quatre mois. Son père travaille en trois huit et ne peut s'occuper de sa Tony et de sa sœur ainée âgée de 5 ans. Il est donc élevé par ses tantes et ses oncles l'élevaient, le père de Kendall avait onze frères et sœurs. Quand son père se remarie, cinq ans plus tard, Tony emmenage avec sa belle mère et lui, mais  souffre de problèmes d'apprentissage jusqu'à l'age de 15 ans. 
Kendall travaille à ses débuts professionnels dans le milieu de la construction. Son chef, John Kirkland, le laisse créer son entreprise au sein de son groupe. 20 ans plus tard, cette entreprise fait un chiffre d'affaires de 53 millions de livres par année, Kendall prend alors sa retraite et se focalise sur le poker.

## Poker
Tikay est connu dans le milieu du poker anglophone, pour avoir lancé le forum blondepoker.com avec Dave Colclough (en). Kendall est également présentateur de l'émission Poker 425, consultant poker sur Sky Poker et le présentateur de Poker Week.
Tikay est considéré comme un ambassadeur du poker au Royaume-Uni. Il est président de l'Amateur Poker Association Tour (APAT), est supporter de Dusk Till Dawn.
Son plus gros gain en tournoi remonte à 2006, lorsqu'il remporte le £750 NLHE Grosvenor UK Open à Luton et gagne 24 100 £.
En 2018, avec tout de même 103 places payées en tournoi live, il cumule plus de 378 000 $ remportés en tournoi.